# Auke van der Woud

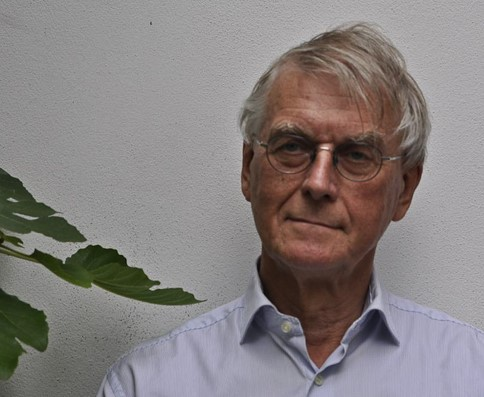
Van der Woud in 2014

Auke van der Woud (Sneek, 22 februari 1947) is een Nederlands architectuurhistoricus. Ruim twintig jaar was hij in Amsterdam en Groningen hoogleraar architectuur- en stedenbouwgeschiedenis. In zijn gepubliceerde werk richt hij zich met name op de geschiedenis van Nederland in de negentiende en vroege twintigste eeuw: de steden, het landschap en de mensen die er woonden.

## Opleiding
Van der Woud rondde in 1966 gymnasium bèta af in Sneek. Hierna studeerde hij kunstgeschiedenis en archeologie in Groningen, waar hij in 1974 met de specialisatie architectuurgeschiedenis afstudeerde. In 1987 promoveerde hij cum laude met zijn proefschrift Het lege land. De ruimtelijke orde van Nederland 1798-1848, waarbij prof. dr E.R.M. (Ed) Taverne en prof. dr. R.T. (Richard) Griffiths zijn promotors waren. Taverne leidde Van der Woud op voor de architectuurgeschiedenis, door de Winterreise van Franz Schubert ontdekte hij de negentiende eeuw en via de bundel triangel in de jungle van Lucebert leerde hij de geheimzinnige kracht van de taal. Van der Woud werkte vele jaren in besturen, commissies en redacties samen met architecten, stedenbouwkundigen en landschapsarchitecten. Deze contacten waren voor hem als docent en schrijver buitengewoon leerzaam. 

## Loopbaan
Samen met Paul Hefting maakte Van der Woud in 1974–1975 de tentoonstelling Americana, 50 jaar bouwen in Nederland en Amerika in het Kröller-Müller Museum. Daarna werd hij in dit museum conservator en begin 1981 adjunct-directeur. Aan het eind van dat jaar maakte hij een carrière-switch en ging hij werken als universitair docent architectuurgeschiedenis bij de Rijksuniversiteit Groningen. Daarnaast doceerde hij van 1981 tot 1990 architectuurgeschiedenis aan de avondopleiding van de Academie voor Bouwkunst te Groningen. In 1990 werd hij hoogleraar aan de Vrije Universiteit Amsterdam, met als leeropdracht de geschiedenis van de bouwkunst. Van 2002-2011 was hij hoogleraar architectuur- en stedenbouwgeschiedenis aan de Rijksuniversiteit Groningen.
Van 1984 tot 1995 was Van der Woud kroonlid van de Monumentenraad (die in 1995 opging in de Raad voor Cultuur); van 1985 tot 1995 bestuurslid Stichting Architectuur Museum, Amsterdam, die aan de wieg  stond van het Nederlands Architectuurinstituut, Rotterdam; van 1990 tot 1994 voorzitter Stichting Lijn in Landschap, Wageningen, die in 1990 het tijdschrift Blauwe Kamer oprichtte; van 1994 tot 2003 bestuurslid en voorzitter van de Van Eesteren-Fluck-Van Lohuizen Stichting, Den Haag.
Hij was verder redactielid van het maandblad voor architectuur en stedenbouw Archis,  1985–1994 en van het Bulletin KNOB van de Koninklijke Nederlandse Oudheidkundige Bond, 1988–1994; hij was voorzitter van de jury Archiprix 1990; jurylid grote Rotterdam-Maaskantprijs 1990; jurylid Staatsprijs Bronzen Bever 1992; jurylid Europese Architectuurprijs van de Stichting Praemium Erasmianum 1995; voorzitter jury Pierre Bayle-prijs 1995; voorzitter programmacommissie Vijfde  Eo Wijers-prijsvraag 1997–1998; lid kwaliteitsteam restauratie Rijksmuseum Amsterdam 1999.

## Projecten

### De Bataafse hut
De Bataafse hut (1998) heeft als onderwerp de paradigmaverschuiving die rond 1800 plaatsvond, toen historici, archeologen, geologen en taalkundigen de eeuwenoude waarheden over het oudste Nederland loslieten en een totaal nieuwe vaderlandse oergeschiedenis construeerden. Dit boek is tot op zekere hoogte een buitenbeentje in het werk van Van der Woud, maar de epiloog onderstreept wat ook in het latere werk te zien is, namelijk de focus op historische processen waarin 'de werkelijkheid' grondig veranderde.

### Herwaardering van de negentiende-eeuwse architectuur
Waarheid en karakter (1997) is de ontwikkeling van de negentiende-eeuwse architectuur in Nederland, gezien vanuit de architecten die tussen 1840 en 1900 over hun vak (‘bouwkunst’) discussieerden. Deze studie stelt onder andere dat het eclecticisme in de negentiende eeuw verreweg het meest toegepaste ontwerpconcept was, en dat de orthodoxe navolgers van historische stijlen (neorenaissance, neogotiek) weliswaar bijzonder veel aandacht hebben gekregen, maar dat ze toch nogal uitzonderingen waren. Het boek benadrukt dat het eclecticisme de artistieke vrijheid van de architect vooropstelde, dat het de commerciële kant van de bouwkunst omarmde en dat het eclecticisme niet het verleden, maar de eigen tijd wilde uitdrukken, onder andere door de nieuwste bouwtechnieken en bouwmaterialen te gebruiken. Die radicale breuk met het verleden maakte, aldus Van der Woud, de weg vrij voor de art nouveau en ook voor de moderne architectuur van de twintigste eeuw.
Tot bijna het eind van de twintigste eeuw had de negentiende-eeuwse architectuur in Nederland een erg slechte reputatie (‘periode van verval’). Van der Woud maakte duidelijk dat die negatieve beeldvorming (uniek in Europa) zo lang in stand werd gehouden door een kritiekloos geloof in een hype die rond 1900 werd gecreëerd. In Waarheid en karakter liet hij met bronnen uit de late negentiende eeuw zien dat een klein groepje aanhangers van P.J.H. Cuypers en H.P. Berlage de media gebruikte om de negentiende-eeuwse architectuur zwart te maken en Cuypers en vooral Berlage op te hemelen als de enigen die ‘rationeel’ bouwden. In Sterrenstof (2008) fileerde hij de twintigste-eeuwse ‘mythe’ dat Berlage de vader van de moderne Nederlandse architectuur is.

### Het ontstaan van het moderne Nederland
In 1987 verscheen zijn dissertatie over het Nederlandse landschap en de steden in het begin van de negentiende eeuw. Het was een ‘leeg land’, met een gebrekkige ruimtelijke inrichting die sinds de zeventiende eeuw nauwelijks was veranderd. De geactualiseerde editie van dit boek kwam in 2022 (De Nederlanden), met een nieuwe en ongebruikelijke invalshoek, namelijk dat de ontwikkeling van Nederland door het optreden van koning Willem I moeilijk van de grond kwam. Met vier boeken die Van der Woud vanaf 2006 publiceerde liet hij zien hoe na 1850 het Nederlandse landschap ingrijpend werd gereorganiseerd, en hoe daarbij het moderne Nederland ontstond.
Een nieuwe wereld (2006) beschrijft de komst van de nationale en internationale infrastructuur voor massacommunicatie en massamobiliteit, die in de samenleving niet alleen een technische, maar ook een mentale revolutie teweegbracht. Koninkrijk vol sloppen (2010) gaat over de overbevolkte en dramatisch vervuilde achterbuurten in de steden, gevolgen van de massamobiliteit die rond 1870 op gang kwam (‘trek naar de stad’). De nieuwe mens (2015) thematiseert de grote culturele verandering die in de grote steden begon: daar ontstond rond 1900 de moderne individualistische en materialistische massacultuur van de twintigste eeuw. Het landschap, de mensen (2020) trekt de lijnen door naar het platteland, hoe dat na 1850 productief en efficiënt werd gemaakt.

## Prijzen
- Karel van Manderprijs 1988 (toen Carel van Manderprijs, voor Het lege land)
- George Sarton leerstoel 2004-2005,[3] Universiteit Gent (o.a. voor De Bataafse hut)
- Libris Geschiedenis Prijs 2007 (voor Een nieuwe wereld)
- Groeneveldprijs 2009
- Grote Rotterdam-Maaskantprijs 2010

## Nominaties
- NWO Eureka / Furore Boekenprijs 2007 (Een nieuwe wereld)[4]
- Libris Geschiedenis Prijs 2011 (Koninkrijk vol sloppen)[5]
- Libris Geschiedenis Prijs 2015 (De nieuwe mens)[6]
- Kleio Klasseprijs 2016 (De nieuwe mens)
- Libris Geschiedenis Prijs 2021 (Het landschap, de mensen)
- Jan Wolkers Prijs 2021 (Het landschap, de mensen)
- Karel van Manderprijs 2021 (Het landschap, de mensen)

## Boeken
- 2024 De steden, de mensen. Nederland 1850-1900 (tweede druk 2024)
- 2022  De Nederlanden. Het lege land 1800-1850 (tweede druk 2022)
- 2020  Het landschap, de mensen. Nederland 1850-1940 (vijfde druk 2024)
- 2016  De vroege/the early Van Gogh 1880-1885
- 2015  De nieuwe mens. De culturele revolutie in Nederland rond 1900
- 2010  Koninkrijk vol sloppen. Achterbuurten en vuil in de negentiende eeuw (zesde druk 2024)
- 2008  Sterrenstof. Honderd jaar mythologie in de Nederlandse architectuur
- 2006  Een nieuwe wereld. Het ontstaan van het moderne Nederland (dertiende druk 2023)
- 2001  The Art of Building: From Classicism to Modernity. The Dutch Architectural Debate 1840-1900
- 1999  Wim Quist. Projecten 1992-2000 (met Kim Zwarts, fotografie)
- 1998  De Bataafse hut. Denken over het oudste Nederland (1750-1850) (revisie van de 1990-editie)
- 1997  Waarheid en Karakter. Het debat over de bouwkunst 1840-1900
- 1992  Wim Quist. Projecten 1987-1992  (met Kim Zwarts, fotografie)
- 1991  De stedebouw volgens zijn artistieke grondbeginselen. Een bijdrage aan de oplossing van moderne problemen in de architectuur en de monumentale beeldhouwkunst, speciaal gelet op Wenen (vertaling van Camillo Sitte, Der Städtebau nach seinen künstlerischen Grundsätzen. Ein Beitrag zur Lösung moderner Fragen der Architektur und monumentalen Plastik unter besonderer Beziehung auf Wien, editie van 1909)
- 1990  De Bataafse hut. Verschuivingen in het beeld van de geschiedenis 1750-1850
- 1989  Wim Quist (met Kim Zwarts, fotografie)
- 1987  Het Lege Land. De ruimtelijke orde van Nederland 1798-1848 (elfde druk 2017)
- 1983  Het Nieuwe Bouwen Internationaal. CIAM, volkshuisvesting, stedebouw